# Wailea-Makena
Wailea-Makena è un census-designated place (CPD) degli Stati Uniti d'America, nello stato delle Hawaii, nella contea di Maui.